# Romilda (Schiff, 1974)
Die Romilda war eine Fähre der griechischen GA Ferries, die 1974 als Free Enterprise VIII für die britische Reederei Townsend Thoresen in Dienst gestellt wurde. Das Schiff blieb bis 2009 in Fahrt und wurde 2011 in der Türkei abgewrackt.

## Geschichte
Die Free Enterprise VIII wurde unter der Baunummer 862 auf der Verolme Scheepswerf in Alblasserdam gebaut und am 6. April 1974 vom Stapel gelassen. Nach der Übernahme durch Townsend Thoresen wurde das Schiff am 18. Juli 1974 auf der Strecke von Dover nach Zeebrugge sowie von Dover nach Calais in Dienst gestellt.
Nach der Auflösung von Townsend Thoresen ging die Free Enterprise VIII im Dezember 1987 an P&O European Ferries, nachdem sie zuvor im Oktober in Pride of Canterbury umbenannt wurde. Neues Einsatzgebiet wurde die Strecke von Dover nach Boulogne-sur-Mer, ehe das Schiff im Januar 1993 in Tilbury aufgelegt wurde.
Neuer Eigner wurde im März 1993 die griechische Reederei GA Ferries, die es in Romilda umbenannten. Ab April 1993 wurde das Schiff vom Heimathafen Piräus aus zu den griechischen Inseln eingesetzt. Die Romilda blieb knapp sechzehn Jahre lang für GA Ferries in Fahrt, ehe sie am 8. März 2009 wegen finanzieller Schwierigkeiten der Reederei in Piräus aufgelegt wurde.
Im August 2011 wurde das Schiff zum Abbruch in die Türkei verkauft. Am 5. September 2011 traf die Romilda in der Abwrackwerft von Aliağa ein, wo sie in den folgenden Monaten zerlegt wurde.